# Camilo de Sousa
Camilo de Sousa (geboren am 29. Mai 1953 in Lourenço Marques, Portugiesisch-Ostafrika) ist ein mosambikanischer Filmemacher und Regisseur. Seit 1980 im Film tätig war Sousa entscheidend an der Entwicklung der mosambikanischen Filmlandschaft beteiligt. Zu seinen bekanntesten Werken gehört die mosambikanisch-jugoslawische Koproduktion des Spielfilms O Tempo dos Leopardos von 1985.

## Leben
Camilo de Sousa wurde 1953 in Lourenço Marques, Hauptstadt der portugiesischen Überseeprovinz Mosambik geboren, und absolvierte dort seine Schulausbildung. Die Erfahrung der kolonialen Unterdrückung politisierte Sousa bereits in seiner Jugend, ebenso prägte ihn seine Tante Noémia de Sousa, politische Dichterin und Mitglied des Widerstandes.
Ab 1968 entwickelte er ein Interesse an der Fotografie und arbeitete später als Fotojournalist und Redakteur der Lokalzeitung O Jornal, an der Seite von João Reis und José Craveirinha. 1972 flüchtete er nach Belgien, wo er von den Vereinten Nationen (UNHCR) den Status eines politischen Flüchtlings erhielt. 1973 ging er nach Tansania, um sich dem Widerstandskampf der mosambikanischen Befreiungsfront FRELIMO anzuschließen. Im Lager von Nachingwea erhielt Sousa dafür eine militärische Ausbildung.
Nach der Unabhängigkeit Mosambiks 1975 arbeitete Sousa in mehreren Sozial- und Kommunikationsprojekten der Provinzregierung von Cabo Delgado. Er gründete das erste mosambikanische Netz von lokalen Nachrichtenkorrespondeten und war Teil des Projektes ein „mobiles Kinos“ in alle Teil der Provinz Cabo Delgados zu bringen.
In der Zeit war übernahm Sousa u. a. auch die Aufgabe die Erkundungsreisen durch Nordmosambik des Filmemachers Ruy Guerra zu organisieren. Auf eine der Reisen erzählte Sousa dem Filmemacher von der jährlich stattfindenden populären Theateraufführung des Massakers von Mueda durch die lokale Bevölkerung, woraufhin Guerra die nächste Aufführung gemeinsam mit einem kleinen Team filmisch dokumentierte. Sousa unterstützte Guerra bei den Dreharbeiten, die Aufnahmen bildeten die Grundlagen für den späteren Film Mueda, Memória e Massacre (1979). Sousa übernahm die Produktionsleitung des Filmes. 
Mit Unterstützung von Guerra gelang es Sousa 1980 seiner Leidenschaft zum Film folgend zum Instituto Nacional de Cinema zu wechseln, wo er zunächst ausgebildet wurde. Er war dort bis 1991 als Regisseur, Cutter, Produktionsleiter, Produzent und schließlich als Generaldirektor der Produktion tätig. In seiner Rolle war Sousa entscheidend an der Entwicklung der mosambikanischen Filmlandschaft beteiligt. 
1981 übernahm Sousa die Verantwortung für die Produktion des Wochenschauprogramms Kuxa Kanema und erneuerte das Programmformat. 1985 führte er Sousa Regie der mosambikanisch-jugoslawischen Koproduktion des Spielfilms O Tempo dos Leopardos. Während der Dreharbeiten stieß Isabel Noronha als Produktionsassistentin dazu; Sousa und Noronha heirateten kurze Zeit später.
1992 gründete er gemeinsam mit Noronha die erste unabhängige Genossenschaft Mosambiks für Kommunikation und Bildproduktion, die Coopimagem. 2001 schloss er sich dem Filmunternehmen Ébano der Filmemacher Azevedo und Pimenta an, wo er die Tätigkeit als Produzent und Regisseur entwickelte. Im Jahr 2003 war Sousa Gründungsmitglied und stellvertretender Vorsitzender des Verbands mosambikanischer Filmschaffender AMOCINE.

## Werke
Bei folgenden Produktionen führte Sousa Regie
- 1980: Ofensiva
- 1981: Ibo, o sangue do silêncio
- 1983: Um dia às 7.30 horas
- 1985: O Tempo dos Leopardos
- 1987: Não Mataram o Sonho de Patrício
- 2003: Ondas comunitárias
- 2006: Junod
- 2009: Fronteiras de amor e ódio
- 2014: Na dobra da capulana
- 2018: O Homem Novo, entre a Luta e os Afectos
- 2019: Sonhámos um País

Bei folgenden Produktionen war Sousa maßgeblich beteiligt:
- 1987: O vento sopra do norte
- 2005: Sonhos Guardados
- 2005: Acampamento de Desminagem
- 2006: O Grande Bazar
- 2007: Caminhos do Ser
- 2007: Delfina-mulher-menina
- 2007: Hóspedes da Noite
- 2007: Ngwenya, o crocodilo
- 2008: Trilogia das Novas Famílias
- 2008: Mãe dos Netos